# Classificazione delle ricerche matematiche
La classificazione più autorevole degli argomenti della ricerca matematica è costituita dallo schema di classificazione chiamato Mathematics Subject Classification. La versione chiamata MSC2000, entrata in vigore nel 2000, nel 2010 è stata aggiornata nella versione chiamata MSC2010 che sarà utilizzata fino al 2019. Nel 2016 si è iniziata la messa a punto del successivo aggiornamento, chiamato MSC2020, che dovrebbe essere in vigore dal 2020 al 2029; questo lavoro ha previsto anche una calling for comments and suggestions.

## Descrizione della struttura
Si tratta di uno schema gerarchico rappresentato da un albero a tre livelli, arricchito da collegamenti non gerarchici (http://www.ams.org/msc/), definito dalle redazioni delle due più importanti riviste di recensioni per la matematica: Zentralblatt für Mathematik, della European Mathematical Society, e Mathematical Reviews, facente capo alla American Mathematical Society.
Questo schema, molto curato e dettagliato, ha come scopo primario la classificazione degli articoli di ricerca e dei libri recensiti dalle due riviste citate. Esso è usato anche per altre attività di organizzazione dei documenti matematici, e fornisce indicazioni degne di grande attenzione sulle attuali conoscenze matematiche avanzate.
MSC 2000 ripartisce la matematica in 62 sezioni principali (primarie), in 380 intermedie (secondarie) e in 5000 più circoscritte (terziarie). Una descrizione delle categorie primarie è accessibile nel Mathematical Atlas di Dave Rusin.
In it.wiki ciascuna delle sezioni primarie è presentata in una sua pagina che riporta tutte le sezioni secondarie e terziarie che la costituiscono, completate con i relativi collegamenti non gerarchici. In queste pagine le sezioni dello schema sono disponibili con indicazioni sulle voci che costituiscono i relativi contesti enciclopedici e in particolare con segnalazioni di pagine bibliografiche, di pagine storiche, di glossari e di panoramiche. In tal modo le sezioni MSC possono essere utilizzate per orientare sugli argomenti della matematica, eventualmente attraverso le loro sigle.
MSC può soddisfare solo una parte delle esigenze di orientamento sulla matematica nell'ambito di una enciclopedia, in quanto molti lettori, legittimamente, sono interessati ad accostare argomenti della matematica con visioni più circoscritte e con formulazioni più semplici di quelle degli esperti in questa disciplina. A questi lettori può essere utile la classificazione costituita dalla categoria 97-XX dedicata alla didattica della matematica e le classificazioni più adottate dalle biblioteche generaliste come DDC, CDU e LCC.

## Sezioni primarie di MSC2000
- Generale / fondamenti
  - 00-XX Generale
  - 01-XX Storia e biografia
  - 03-XX Logica matematica e fondamenti
  - 05-XX Combinatoria
  - 06-XX Reticoli, strutture algebriche ordinate
  - 08-XX Sistemi algebrici generali
- Matematica discreta / Algebra
  - 11-XX Teoria dei numeri
  - 12-XX teoria dei campi e polinomi
  - 13-XX Anelli e algebra commutativa
  - 14-XX Geometria algebrica
  - 15-XX Algebra lineare e multilineare; teoria delle matrici
  - 16-XX Anelli e algebre associative
  - 17-XX Anelli e algebre non associative
  - 18-XX Teoria delle categorie; algebra omologica
  - 19-XX K-teoria
  - 20-XX Teoria dei gruppi
  - 22-XX Gruppi topologici, gruppi di Lie
- Analisi
  - 26-XX Funzioni reali
  - 28-XX Misura e integrazione
  - 30-XX Funzioni di variabile complessa
  - 31-XX Teoria del potenziale
  - 32-XX Funzioni di più variabili complesse e spazi analitici
  - 33-XX Funzioni speciali
  - 34-XX Equazioni differenziali ordinarie
  - 35-XX Equazioni alle derivate parziali
  - 37-XX Sistemi dinamici e teoria ergodica
  - 39-XX Equazioni alle differenze ed equazioni funzionali
  - 40-XX Successioni, serie, sommabilità
  - 41-XX Approssimazioni e sviluppi
  - 42-XX Analisi di Fourier
  - 43-XX Analisi armonica astratta
  - 44-XX Trasformate integrali, calcolo operazionale
  - 45-XX Equazioni integrali
  - 46-XX Analisi funzionale
  - 47-XX Teoria degli operatori
  - 49-XX Calcolo delle variazioni e controllo ottimale, ottimizzazione
- Geometria e topologia
  - 51-XX Geometria
  - 52-XX Geometria convessa e discreta
  - 53-XX Geometria differenziale
  - 54-XX Topologia generale
  - 55-XX Topologia algebrica
  - 57-XX Varietà e complessi di celle
  - 58-XX Analisi globale, analisi sulle varietà
- Matematica applicata / altro
  - 60-XX Teoria della probabilità e processi stocastici
  - 62-XX Statistica
  - 65-XX Analisi numerica
  - 68-XX Informatica
  - 70-XX Meccanica delle particelle e dei sistemi
  - 74-XX Meccanica dei solidi deformabili
  - 76-XX Meccanica dei fluidi
  - 78-XX Ottica, teoria dell'elettromagnetismo
  - 80-XX Termodinamica classica, trasferimento del calore
  - 81-XX Teoria quantistica
  - 82-XX Meccanica statistica, struttura della materia
  - 83-XX Relatività e teoria della gravitazione
  - 85-XX Astronomia e astrofisica
  - 86-XX Geofisica
  - 90-XX Ricerca operativa, programmazione matematica
  - 91-XX Teoria dei giochi, economia, scienze sociali e del comportamento
  - 92-XX Biologia e altre scienze naturali
  - 93-XX Teoria dei sistemi; controllo
  - 94-XX Informazione e comunicazione, circuiti
  - 97-XX Didattica della matematica

## MSC 2010
La MSC2010, che ha sostituito la versione MSC 2007, lascia invariato il primo livello, aggiunge un'ottantina di sezioni al secondo livello (molte delle quali inserite per accentuare la gerarchia a tre livelli), e interviene in modo incisivo sul terzo livello, nel quale si registrano circa 500 nuove aggiunte a fronte di circa 60 eliminazioni di vecchie.